# Om (musikalbum med Nåra)
Om är ett musikalbum från 2006 med folkmusikgruppen Nåra (Gunnel Mauritzson, Björn Ståbi och Bengan Janson).

## Låtlista
Alla låtar är traditionella om inget annat anges.
1. Mors vals (Lars Hökpers) – 3:34
2. Opp Amaryllis (Carl Michael Bellman) – 3:01
3. Peter Panblad (Mejt Ståbi) – 3:46
4. I himmelen (trad/Laurentius Laurentii) – 5:26
5. Lasse läilä däu – 3:00
6. Avsked – 3:58
7. Hällebergen – 4:08
8. Om (Jan Ekedahl/Eva Sjöstrand) – 3:29
9. Ballad – 3:53
10. Den som frisker är och sund – 2:46
11. Kärleksvisa (Allan Edwall) – 2:02
12. O store Gud – 1:21
13. Kullerullvisan – 3:08
14. Glädjens blomster – 1:24
15. Picka på korken – 3:17
16. Krogvisa – 2:05
17. Morfar har berättat (Lasse Dahlquist) – 4:33

## Medverkande
- Gunnel Mauritzson – sång
- Björn Ståbi – fiol
- Bengan Janson – dragspel

## Mottagande
Skivan fick ett gott mottagande när den kom ut med ett snitt på 3,7/5 baserat på tre recensioner.